# Në shtëpinë tonë
Në shtëpinë tonë (en albanès, A la nostra llar) és una pel·lícula albanesa del 1979  dirigida per Dhimitër Anagnosti.

## Descripció de la trama
La petita Miri segueix la seva germana Ana. Ell descobreix que l'Ana està sortint en secret amb un noi que està enamorat d'ella. Després de descobrir el secret de la seva germana, la Miri fuig de casa i el seu pare comença a buscar-la. Troba la seva filla i li revela el secret de l'Ana. Tot i que l'autoritat del seu pare ha estat tensa, l'amor d'Ana preval.
L'any 1980 va rebre un premi especial del jurat al festival de cinema infantil i juvenil de Salerno 

## Repartiment
- Roza Anagnosti com a professora
- Bujar Asqeriu com Fatos
- Tatiana Leska com a Ana
- Eptan Lohja com a Fatmir
- Robert Ndrenika com a Stefi
- Mimika Luca com a Flora
- Marta Burda com a mare
- Agron Ballabani com a Genc
- Evis Bakllamaja com a Edlira
- Ilia Shyti com a veïna
- Esma Agolli
- Zyra Cerkani
- Era de Dhimitri
- Skender Hoxha
- Marika Kallamata
- Dhimitra Keta
- Llambro Konomi
- Gyyzepina Panxhi